# Sam Smith
Samuel Frederick "Sam" Smith (sinh ngày 19 tháng 5 năm 1992) là một ca sĩ-nhạc sĩ người Anh. Sam bắt đầu nổi tiếng vào tháng 10 năm 2012 khi hợp tác với Disclosure trong đĩa đơn "Latch", single này đã đạt tới vị trí cao nhất là 11 trên bảng xếp hạng UK. Đĩa đơn hợp tác tiếp theo của Sam Smith với Naughty Boy – "La La La", đã trở thành single đầu tiên của Sam đạt vị trí quán quân trên các bảng xếp hạng âm nhạc vào tháng 5 năm 2013.
Vào tháng 12 năm 2013, Sam đã được đề cử trong giải thưởng BRIT Award 2014 hạng mục Lựa chọn của các nhà phê bình, và giải Giọng hát của năm 2014 của đài BBC; cả hai đề cử này đều đoạt giải. Ngày 26 tháng 5 năm 2014, Sam ra mắt album phòng thu đầu tay của mình mang tên In the Lonely Hour, thông qua hãng đĩa Capitol Records. Đĩa đơn mở đầu cho album – "Lay Me Down", được ra mắt trước cả "La La La". Đĩa đơn thứ hai là "Money on My Mind" được tung ra vào ngày 16 tháng 2 năm 2014.

## Cuộc sống
Sam Smith sinh ra ở Luân Đôn, Anh Quốc. Sam là sinh viên của trường Youth Music Theatre UK và đã từng đóng một vai trong sản phẩm của trường vào năm 2007 tên là "Oh! Carol". Nhiều năm sau đó, Sam dành thời gian cho việc học thanh nhạc và sáng tác dưới sự trợ giúp của ca sĩ/nghệ sĩ piano Joanna Eden. Sam nhập học ở trường St Mary's Catholic tại Bishop's Stortford.
Vào năm 2009, mẹ của Sam - Kate Cassidy, một cựu nhân viên ngân hàng có lương một năm gần 500000 bảng Anh, đã phát động một cuộc chiến 1,5 triệu bảng ra Tòa án Tối cao đối với giám đốc cũ của bà - Tullett Prebon. Nhưng công ty đã bác bỏ những cáo buộc của bà trong bối cảnh mà bà đã dành quá nhiều thời gian để quản lý sự nghiệp âm nhạc của con bà.
Sam Smith là em họ của ca sĩ Lily Allen và diễn viên Alfie Allen.

## Sự nghiệp

### 2012 – 2013:Đột phá trong âm nhạc
Vào tháng 10 năm 2012, Sam hợp tác với Disclosure trong single "Latch", single được ra mắt vào ngày 8 tháng 10 năm 2012 và peak ở vị trí 11 trong bảng xếp hạng các đĩa đơn ở Anh Quốc. Vào tháng 2 năm 2013, Sam phát hành single đầu tiên của mình - "Lay Me Down", cũng là single mở đường cho album sắp ra mắt của ca sĩ. Vào tháng 5 năm 2013, Sam hợp tác với Naughty Boy trong đĩa đơn "La La La". Ngày 19 tháng 5 năm 2013, single được ra mắt và đoạt quán quân ở bảng xếp hạng single ở Anh vào ngày 26 tháng 5 năm 2013, đúng 1 tuần sau đó thì "La La La" bị truất ngôi bởi "Blurred Lines" của Robin Thicke hợp tác với Pharrell Williams và T.I.
Sam Smith sau đó đã ra mắt mini album Nirvana với bốn bài. Bài đầu tiên là "Stay With Me", được sản xuất bởi Two Inch Punch và lần đầu được ra mắt trong chương trình MistaJam's BBC Radio 1Xtra vào ngày 24 tháng 7 năm 2013. Bài hát thứ hai đó là "Nirvana", được sản xuất bởi Craze & Hoax và Jonathan Creek. EP còn có một bản acoustic của bài "Latch" và một bản hát live của bài "I've Told You Now". Ngày 25 tháng 11 năm 2013, Sam cùng với band nhạc Disclosure, Nile Rodgers và Jimmy Napes hợp tác cho ra mắt single "Together" - cũng là single duy nhất trong Settle: The Remixes.
Sam đã được chiến thắng giải thưởng BRIT Award 2014 hạng mục Lựa chọn của các nhà phê bình.

### 2013 – nay: In The Lonely Hour

Bìa Album In The Lonely Hour

Single thứ hai "Money On My Mind" được phát hành vào ngày 16 tháng 2 năm 2014. Single được xác nhận là sẽ có trong album sắp ra mắt của Sam Smith - In The Lonely Hour, vào ngày 26 tháng 5 năm 2014 thông qua hãng đĩa Capitol Records. Sam đã mô tả album của mình rằng album nói về tình yêu đơn phương, bởi vì ca sĩ này chưa bao giờ được người mình yêu yêu lại. Một bản live của bài "I've Told You Now" tại nhà thờ St Pancras Old đã được đăng tải miễn phí trên trang Amazon.com vào ngày 27 tháng 12 năm 2013. Bài hát "Make It To Me", đồng tác giả với Howard của Disclosure và Jimmy Napes, đã được đăng tải miễn phí như một phần của chiến dịch quảng cáo của cửa hàng ITune ngày 13 tháng 1 năm 2014.
Vào ngày 20 tháng 1 năm 2014, Sam Smith đã có mặt lần đầu trên chương trình truyền hình ở Mỹ, trình diễn "Latch" cùng với Disclosure trên "Late Night With Jimmy Fallon". Ca sĩ cũng biểu diễn ở Saturday Night Live vào ngày 29 tháng 3 năm 2014, với 2 bài là "Stay with Me" và "Lay Me Down".
Ngày 29 tháng 5 năm 2014, Sam lần đầu biểu diễn ở Italy trên kênh Rai 2 trong chương trình The Voice of Italy qua bài hát "Stay with Me".
Vào tháng 6 năm 2014, Sam lần đầu xuất hiện trên bìa tạp chí The Fader trong ấn phẩm thứ 92.

## Đời tư
Sam Smith nói rằng, chính Amy Winehouse đã truyền cảm hứng cho Sam và Sam rất yêu quý cô ấy, nhiều đến nỗi cho đến tận tháng 5 năm 2014, sau gần 3 năm ngày mất của Amy, Sam vẫn nói rất nhớ cô ấy. Sam cũng cho biết Beyoncé, Whitney Houston, và Mariah Carey đều là những thần tượng và đã truyền rất nhiều cảm hứng cho ca sĩ này trong sự nghiệp.
Tháng 5 năm 2014, Sam Smith đã công khai với cả thế giới rằng mình là người đồng tính. Sam cũng nói rằng, rất nhiều bài hát trong album của ca sĩ đều nói về những mối tình đơn phương. Sam tâm sự rằng "In The Lonely Hour nói về một chàng trai mà tôi đã yêu vào năm ngoái, nhưng cậu ấy lại chẳng hề yêu tôi. Tôi nghĩ hiện giờ tôi đã ổn rồi, nhưng lúc đó tôi đã rất tuyệt vọng và bao trùm bởi một màu đen. Tôi cứ liên tục cảm thấy cô đơn cho đến giờ và nghĩ rằng tôi chưa bao giờ biết tình yêu là như thế nào...."
Trong một cuộc phỏng vấn với 4Music, Sam đã tâm sự về sự đấu tranh của Sam đối với căn bệnh rối loạn ám ảnh cưỡng chế (OCD), "Tôi thật sự bị bệnh đó rất nặng, và nó ngày càng tệ hơn... Kiểu như tôi luôn phải kiểm tra vòi nước... trước khi tôi rời khỏi nhà, để chắc chắn rằng tôi đã kiểm tra tất cả mọi thứ đã ổn và sẽ không bị ngập lụt khi tôi về nhà".
Nói về việc công khai xu hướng tính dục của mình trong talkshow của Ellen DeGeneres, ca sĩ gốc London cho biết: "Tôi không thấy đó là một sự thừa nhận. Thực chất tôi đã thể hiện rõ xu hướng tính dục từ khi 4 tuổi. Mẹ tôi nói bà biết rằng tôi là người đồng tính từ năm tôi mới lên 3."
Sam Smith cũng khẳng định mình không muốn chỉ là người phát ngôn cho cộng đồng người đồng tính: "Tôi là một ca sĩ, một người sáng tác nhạc. Mọi người thường nói, người kia không thường nói về giới tính, người kia không muốn làm một phát ngôn viên cho cộng đồng những người đồng tính. Đương nhiên tôi rất muốn lãnh trọng trách đó, nhưng tôi cũng muốn làm tiếng nói của tất cả mọi người, dù dị tính, đồng tính hay song tính. Tôi không muốn mình bị giới hạn".

## Các giải thưởng và đề cử
| Năm  | Tổ chức                 | Giải thưởng                              | Tác phẩm                           | Kết quả   |
| ---- | ----------------------- | ---------------------------------------- | ---------------------------------- | --------- |
| 2013 | MOBO Awards             | Ca sĩ mới xuất sắc nhất                  | Chính Sam Smith                    | Đề cử     |
| 2013 | MOBO Awards             | Ca khúc xuất sắc nhất                    | "La La La"                         | Đoạt giải |
| 2013 | MOBO Awards             | Video xuất sắc nhất                      | "La La La"                         | Đoạt giải |
| 2014 | BRIT Awards             | Đĩa đơn của năm                          | "La La La"                         | Đề cử     |
| 2014 | BRIT Awards             | Sự lựa chọn của các nhà phê bình         | Chính Sam Smith                    | Đoạt giải |
| 2014 | BBC                     | Giọng hát của năm                        | Chính Sam Smith                    | Đoạt giải |
| 2014 | MOBO Awards             | Nghệ sĩ nam xuất sắc nhất                | Chính Sam Smith                    | Đoạt giải |
| 2014 | MOBO Awards             | Ca khúc xuất sắc nhất                    | "Stay with Me"                     | Đoạt giải |
| 2014 | MOBO Awards             | Album xuất sắc nhất                      | In the Lonely Hour                 | Đoạt giải |
| 2014 | MOBO Awards             | Nghệ sĩ Soul/R&B xuất sắc nhất           | Chính Sam Smith                    | Đoạt giải |
| 2014 | MTV                     | Dấu ấn mới của năm 2014                  | Chính Sam Smith                    | Đề cử     |
| 2014 | MTV Europe Music Awards | Nghệ sĩ mới xuất sắc nhất                | Chính Sam Smith                    | Đề cử     |
| 2014 | MTV Europe Music Awards | Cú đột phá xuất sắc nhất                 | Chính Sam Smith                    | Đề cử     |
| 2014 | MTV Europe Music Awards | Nghệ sĩ Anh và Ireland xuất sắc nhất     | Chính Sam Smith                    | Đề cử     |
| 2014 | MTV Europe Music Awards | Ca khúc xuất sắc nhất                    | "Stay with Me"                     | Đề cử     |
| 2014 | MTV Video Music Awards  | Nghệ sĩ đáng được xem nhất               | Chính Sam Smith                    | Đề cử     |
| 2014 | MTV Video Music Awards  | Video của nam nghệ sĩ xuất sắc nhất      | "Stay with Me"                     | Đề cử     |
| 2014 | Q Awards                | Nghệ sĩ mới xuất sắc nhất                | Chính Sam Smith                    | Đề cử     |
| 2014 | Young Hollywood Awards  | Ca khúc được DJ remix lại xuất sắc nhất  | "Stay with Me"                     | Đề cử     |
| 2014 | Young Hollywood Awards  | Ca sĩ hot nhất                           | Chính Sam Smith                    | Đoạt giải |
| 2014 | Young Hollywood Awards  | Ca sĩ đột phá của năm                    | Chính Sam Smith                    | Đề cử     |
| 2014 | American Music Awards   | Nghệ sĩ mới của năm                      | Chính Sam Smith                    | Đề cử     |
| 2014 | American Music Awards   | Nghệ sĩ Pop/Rock nam được yêu thích nhất | Chính Sam Smith                    | Đoạt giải |
| 2015 | People's Choice Awards  | Nghệ sĩ nam được yêu thích nhất          | Chính Sam Smith                    | Đề cử     |
| 2015 | People's Choice Awards  | Nghệ sĩ đột phá được yêu thích nhất      | Chính Sam Smith                    | Đề cử     |
| 2015 | People's Choice Awards  | Ca khúc được yêu thích nhất              | "Stay with Me"                     | Đề cử     |
| 2015 | People's Choice Awards  | Album được yêu thích nhất                | In the Lonely Hour                 | Đề cử     |
| 2015 | Giải Grammy             | Album của năm                            | In the Lonely Hour                 | Đề cử     |
| 2015 | Giải Grammy             | Album giọng pop xuất sắc nhất            | In the Lonely Hour                 | Đoạt giải |
| 2015 | Giải Grammy             | Thu âm của năm                           | "Stay with Me (Darkchild Version)" | Đoạt giải |
| 2015 | Giải Grammy             | Bài hát của năm                          | "Stay with Me (Darkchild Version)" | Đoạt giải |
| 2015 | Giải Grammy             | Trình diễn solo giọng pop xuất sắc nhất  | "Stay with Me (Darkchild Version)" | Đề cử     |
| 2015 | Giải Grammy             | Nghệ sĩ mới xuất sắc nhất                | Sam Smith                          | Đoạt giải |